# Acicula palaestinensis
Acicula palaestinensis е вид коремоного от семейство Aciculidae. Видът е световно застрашен, със статут Уязвим.

## Разпространение
Видът е разпространен в Израел.